# Gouden Orpheus
De Gouden Orpheus (Bulgaars: Златният Орфей, Zlatniyat Orfey) was een internationaal songfestival in Bulgarije van 1965 tot 1999. Het songfestival is vernoemd naar Orpheus uit de Griekse mythologie. Het werd gehouden in Slantsjev Brjag (Sunny Beach / Zonnig Strand).

## Geschiedenis
Het festival werd in 1965 opgericht onder de naam (vertaald) "Liedjes over de Bulgaarse Zwarte Zeekust". De eerste directeur en in 1965 oprichter van het festival, was de pianist Genko Genov. Hij maakte een shortlist van vijftig liedjes van Bulgaarse schrijvers. Het winnende liedje uit dat jaar werd geschreven door Angel Zaberski en was getiteld Kaliakra.
Twee jaar later werd de naam gewijzigd in Gouden Orpheus. Vertaald was ook de volledige titel Gouden Orpheusfestival van Bulgaarse Popliedjes gangbaar. Naast Bulgaarse popliedjes was het internationaal georiënteerd en was het niet beperkt tot werk van Bulgaarse liedschrijvers. Het was bijvoorbeeld ook lid van de International Federation of Festival Organizations (FIDOF), toen gevestigd in Split, Joegoslavië, tegenwoordig in Californië.

## Deelnemers

### Nederland, Suriname en de Antillen
Ben Cramer won in 1971 de gedeeltelijke eerste prijs met de Cubaanse Omara Portuondo. Voor zijn begeleiding werd Harry de Groot in dat jaar onderscheiden met de eerste prijs voor het beste arrangement. De Arubaan Euson behaalde daarnaast ook nog een tweede prijs.
Oscar Harris deed in 1973 mee voor Nederland en won de tweede prijs. Don Mercedes behaalde in 1975 de derde plaats. In 1979 vaardigde het inmiddels onafhankelijke Suriname de zanger Jules Fullington uit naar het festival. Hij werd bekroond met de eerste prijs voor klederdracht. De eerste prijs voor beste zanger ging dat jaar naar de Arubaan Sonny Reeder. Harry de Groot werd dit jaar opnieuw onderscheiden voor het beste arrangement. In 1980 behaalde de Amerikaanse Nederlandse Lucy Steymel de derde prijs. In 1981 won de zangeres Debbie het festival met haar eigen nummer I saw the light. In 1986 vertegenwoordigde de Limburgse zangeres Josephine Hoenjet Nederland op het festival. Zij werd toen tweede.

### België
Uit België kwamen in de geschiedenis vijf winnaars, namelijk Tonia (tweede prijs in 1967), Kalinka (tweede prijs in 1968), Lisa Marche (speciale vermelding in 1970), Rose-Marie (derde prijs in 1972) en Serge Davinyak (speciale prijs in 1975).

### Andere landen
Belangrijke namen uit de Bulgaarse muziekwereld wonnen de Grand Prix, zoals Lili Ivanova, Bogdana Karadotsjeva, Nelly Rangelova en Kamelia Todorova. Andere buitenlandse prijswinnaars waren bijvoorbeeld Jenifer (Frankrijk), Farah Maria (Cuba) en Alla Poegatsjova (Rusland).